# Distretto di Marmaraereğlisi
Il distretto di Marmaraereğlisi è uno dei distretti della provincia di Tekirdağ, in Turchia.
| Controllo di autorità | LCCN (EN) no99057041 · J9U (EN, HE) 987007498942405171 |